# كارل هاينز كامب
كارل هاينز كامب (بالألمانية: Karl-Heinz Kamp)‏ هو لاعب كرة قدم ومدرب كرة قدم ألماني، ولد في 26 سبتمبر 1946 في بينغن آن در راين في ألمانيا. لعب مع غرويتر فورت وفيردر بريمن.

## وصلات خارجية
- كارل هاينز كامب على موقع قاعدة بيانات كرة القدم.إي يو (الإنجليزية)
- كارل هاينز كامب على موقع بيانات كرة القدم. دي إي (الألمانية)